# Lijst van voetbalinterlands El Salvador - Nicaragua
Deze lijst van voetbalinterlands is een overzicht van alle officiële voetbalwedstrijden tussen de nationale teams van El Salvador en Nicaragua. De landen speelden tot op heden 26 keer tegen elkaar. De eerste ontmoeting, een wedstrijd tijdens het CCCF-kampioenschap 1941, werd gespeeld in San José (Costa Rica) op 13 mei 1941. Het laatste duel, een vriendschappelijke wedstrijd, vond plaats op 16 november 2022 in Managua.

## Wedstrijden
| №  | Plaats         | Datum             | Competitie                               | Wedstrijd               | Uitslag |
| -- | -------------- | ----------------- | ---------------------------------------- | ----------------------- | ------- |
| 1  | San José       | 13 mei 1941       | CCCF-kampioenschap 1941                  | El Salvador − Nicaragua | 8 − 0   |
| 2  | San Salvador   | 7 december 1943   | CCCF-kampioenschap 1943                  | El Salvador – Nicaragua | 8 – 1   |
| 3  | San Salvador   | 16 december 1943  | CCCF-kampioenschap 1943                  | El Salvador – Nicaragua | 10 – 1  |
| 4  | San José       | 28 februari 1946  | CCCF-kampioenschap 1946                  | El Salvador – Nicaragua | 7 – 2   |
| 5  | Guatemala-Stad | 28 februari 1950  | Vriendschappelijk                        | El Salvador – Nicaragua | 4 – 1   |
| 6  | San José       | 10 maart 1953     | CCCF-kampioenschap 1953                  | El Salvador – Nicaragua | 4 – 1   |
| 7  | San José       | 9 maart 1961      | CCCF-kampioenschap 1961                  | El Salvador – Nicaragua | 10 – 2  |
| 8  | San Salvador   | 23 maart 1963     | CONCACAF-kampioenschap 1963              | El Salvador – Nicaragua | 6 – 1   |
| 9  | San Salvador   | 10 maart 1965     | CONCACAF-kampioenschap 1965 kwalificatie | El Salvador – Nicaragua | 4 – 0   |
| 10 | San Salvador   | 13 september 1971 | CONCACAF-kampioenschap 1971 kwalificatie | El Salvador – Nicaragua | 3 – 2   |
| 11 | San Salvador   | 15 september 1971 | CONCACAF-kampioenschap 1971 kwalificatie | Nicaragua – El Salvador | 0 – 1   |
| 12 | Mexico-Stad    | 14 oktober 1975   | Vriendschappelijk                        | El Salvador – Nicaragua | 4 – 1   |
| 13 | Managua        | 4 april 1991      | UNCAF Nations Cup 1991 kwalificatie      | Nicaragua – El Salvador | 2 – 3   |
| 14 | San Salvador   | 24 april 1991     | UNCAF Nations Cup 1991 kwalificatie      | El Salvador – Nicaragua | 2 – 0   |
| 15 | Managua        | 19 juli 1992      | WK 1994 kwalificatie                     | Nicaragua – El Salvador | 0 – 5   |
| 16 | San Salvador   | 23 juli 1992      | WK 1994 kwalificatie                     | El Salvador – Nicaragua | 5 – 1   |
| 17 | San José       | 21 maart 1999     | UNCAF Nations Cup 1999                   | El Salvador – Nicaragua | 1 – 0   |
| 18 | San Pedro Sula | 23 mei 2001       | UNCAF Nations Cup 2001                   | Nicaragua – El Salvador | 0 – 3   |
| 19 | Panama-Stad    | 13 februari 2003  | UNCAF Nations Cup 2003                   | El Salvador − Nicaragua | 3 − 0   |
| 20 | San Salvador   | 10 februari 2007  | UNCAF Nations Cup 2007                   | El Salvador − Nicaragua | 2 − 1   |
| 21 | Tegucigalpa    | 22 januari 2009   | UNCAF Nations Cup 2009                   | El Salvador − Nicaragua | 1 − 1   |
| 22 | Panama-Stad    | 14 januari 2011   | Copa Centroamericana 2011                | El Salvador −Nicaragua  | 2 − 0   |
| 23 | Estelí         | 18 november 2014  | Vriendschappelijk                        | Nicaragua − El Salvador | 0 − 2   |
| 24 | Managua        | 9 maart 2016      | Vriendschappelijk                        | Nicaragua − El Salvador | 1 − 1   |
| 25 | Panama-Stad    | 22 januari 2017   | Copa Centroamericana 2017                | El Salvador − Nicaragua | 1 − 0   |
| 26 | Managua        | 16 november 2022  | Vriendschappelijk                        | Nicaragua − El Salvador | 1 − 0   |

## Samenvatting
| Competitie                          | Totaal gespeeld | Winst El Salvador | Gelijk | Winst Nicaragua | Doelsaldo El Salvador – Nicaragua |
| ----------------------------------- | --------------- | ----------------- | ------ | --------------- | --------------------------------- |
| WK-kwalificatie                     | 2               | 2                 | 0      | 0               | 10 − 1                            |
| CONCACAF-kampioenschap              | 7               | 7                 | 0      | 0               | 53 − 8                            |
| CONCACAF-kampioenschap-kwalificatie | 3               | 3                 | 0      | 0               | 8 − 2                             |
| Copa Centroamericana                | 7               | 6                 | 1      | 0               | 13 − 2                            |
| Copa Centroamericana-kwalificatie   | 2               | 2                 | 0      | 0               | 5 − 2                             |
| Vriendschappelijk                   | 5               | 3                 | 1      | 1               | 11 − 4                            |
| Totaal                              | 26              | 23                | 2      | 1               | 100 − 19                          |

Wedstrijden bepaald door strafschoppen worden, in lijn met de FIFA, als een gelijkspel gerekend.
FSF · A-internationals · Selecties · Bondscoaches · Statistieken · Salvadoraans vrouwenelftal ·  
Olympisch elftal · El Salvador U21 · El Salvador U19 · El Salvador U17
1920 – 1929 · 
1930 – 1939 · 
1940 – 1949 · 
1950 – 1959 · 
1960 – 1969 · 
1970 – 1979 · 
1980 – 1989 · 
1990 – 1999 · 
2000 – 2009 · 
2010 – 2019 ·
2020 − 2029
Gold Cup 1991 · 
Gold Cup 1993 · 
Gold Cup 1996 · 
Gold Cup 1998 · 
Gold Cup 2000 · 
Gold Cup 2002 · 
Gold Cup 2003 · 
Gold Cup 2005 · 
Gold Cup 2007 · 
Gold Cup 2009 · 
Gold Cup 2011 · 
Gold Cup 2013
WK 1970 · 
WK 1982
OS 1968
1921 · 
1922–1927 · 
1928 · 
1929 · 
1930 · 
1931–1934 · 
1935 · 
1936–1937 · 
1938 · 
1939–1940 · 
1941 · 
1942 · 
1943 · 
1944–1945 · 
1946 · 
1947 · 
1948 · 
1949 · 
1950 · 
1951–1952 · 
1953 · 
1954 · 
1955 · 
1955–1960 · 
1961 · 
1962 · 
1963 · 
1964 · 
1965 · 
1966 · 
1967 · 
1968 · 
1969 · 
1970 · 
1971 · 
1972 · 
1973 · 
1974 · 
1975 · 
1976 · 
1977 · 
1978 · 
1979 · 
1980 · 
1981 · 
1982 · 
1983 · 
1984 · 
1985 · 
1986 · 
1987 · 
1988 · 
1989 · 
1990 · 
1991 · 
1992 · 
1993 · 
1994 · 
1995 · 
1996 · 
1997 · 
1998 · 
1999 · 
2000 · 
2000 · 
2001 · 
2002 · 
2003 · 
2004 · 
2005 · 
2006 · 
2007 · 
2008 · 
2009 · 
2010 · 
2011 · 
2012 · 
2013 ·
2014 ·
2015 ·
2016 ·
2017 ·
2018 ·
2019 ·
2020 ·
2021 ·
2022 ·
2023
Amerikaanse Maagdeneilanden ·
Anguilla ·
Antigua en Barbuda ·
Argentinië ·
Armenië ·
Aruba ·
Barbados ·
België ·
Belize ·
Bermuda ·
Bolivia ·
Brazilië ·
Canada ·
Chili ·
China ·
Colombia ·
Costa Rica ·
Cuba ·
Curaçao ·
Dominicaanse Republiek ·
Ecuador ·
Estland ·
GOS ·
Grenada ·
Griekenland ·
Guatemala ·
Guyana ·
Haïti ·
Honduras ·
Hongarije ·
IJsland ·
Ivoorkust ·
Jamaica ·
Japan ·
Joegoslavië ·
Kaaimaneilanden ·
Mexico ·
Moldavië · 
Montserrat ·
Nederlandse Antillen ·
Nicaragua ·
Nieuw-Zeeland ·
Panama ·
Paraguay ·
Peru ·
Puerto Rico ·
Qatar ·
Rusland ·
Saint Kitts en Nevis ·
Saint Lucia ·
Saint Vincent en de Grenadines ·
Sovjet-Unie ·
Spanje ·
Suriname ·
Trinidad en Tobago ·
Venezuela ·
Verenigde Staten ·
Zuid-Korea
FNF · 
A-internationals · 
Nicaraguaans vrouwenelftal
Anguilla ·
Argentinië ·
Bahama's ·
Barbados ·
Belize ·
Bermuda ·
Bolivia ·
Colombia ·
Costa Rica ·
Cuba ·
Curaçao ·
Dominica ·
Dominicaanse Republiek ·
El Salvador ·
Ghana ·
Guatemala ·
Haïti ·
Honduras ·
Iran ·
Jamaica ·
Kaaimaneilanden ·
Mexico ·
Montserrat ·
Nederlandse Antillen ·
Panama ·
Paraguay ·
Peru ·
Puerto Rico ·
Saint Kitts en Nevis ·
Saint Vincent en de Grenadines ·
Suriname ·
Trinidad en Tobago ·
Turks- en Caicoseilanden ·
Uruguay ·
Venezuela ·
Verenigde Staten